# Mariann Nordwall
Gunvor Marianne Nordwall, född 30 mars 1937 i Brännkyrka församling i Stockholm, död 6 maj 2010 i Uddevalla, var en svensk skådespelare och mimare.
Nordwall utbildades vid Calle Flygares teaterskola 1954–1956. På 1960-talet medverkade hon i flera TV-filmer. År 1973 spelade hon Too-ticki, där rösten gjordes av Sif Ruud, samt gjorde rösten åt Salome i julkalendern Jul i Mumindalen på SVT.
Mariann Nordwall är begravd på Bromma kyrkogård.

## Filmografi
Efter Internet Movie Database och Svensk filmdatabas:
- 1954 – Flicka med melodi
- 1955 – Brudar och bollar eller Snurren i Neapel
- 1957 – Lille Fridolf blir morfar
- 1963 – Protest
- 1963 – Skilsmässa (TV)
- 1963 – Anna Sophie Hedvig (TV)
- 1963 – Hittebarnet (TV)
- 1964 – Bandet (TV)
- 1965 – Nattcafé (TV)
- 1965 – Alla mina söner (TV)
- 1965 – Thérèse Raquin (TV)
- 1965 – Ateljé Mia (TV)
- 1965 – Herr Dardanell och hans upptåg på landet (TV)
- 1965 – Den bergtagna (TV)
- 1973 – Jul i Mumindalen (TV-serie)

## Teater

### Roller (ej komplett)
| År   | Roll        | Produktion                                                             | Regi                 | Teater                 |
| ---- | ----------- | ---------------------------------------------------------------------- | -------------------- | ---------------------- |
| 1957 | Lisette     | Kärlekens komedi (Le jeu de l'amour et du hazard) Pierre de Marivaux   | Gösta Terserus       | Riksteatern            |
| 1963 | En änka     | Bara en barberare (Histoire de Vasco) Georges Schehadé                 | Lars-Levi Laestadius | Stockholms stadsteater |
| 1967 | Medverkande | Viet Rock Megan Terry                                                  | Sten Lonnert         | Stockholms stadsteater |
| 1980 |             | Monstret i skåpet Viveca Sundvall                                      | Hans Kumlien         | Riksteatern            |
| 1990 |             | Romeo och Juliet (The Tragedy of Romeo and Juliet) William Shakespeare | Finn Poulsen         | Unga Riks              |